# Diffuse Emissionen
Als diffuse Emissionen werden solche Emissionen bezeichnet, die nicht aus einer gefassten Quelle stammen. Dazu zählen beispielsweise Verwehungen von Haufwerken und Flächen, Aufwirbelungen durch Fahrverkehr, Emissionen aus Dachreitern und Gebäudeöffnungen, aber auch Leckage- und Verdrängungsverluste. Sie treten ohne definierte Abgasvolumenströme auf. In der 31. BImSchV wird die Definition der diffusen Emissionen dahingehend eingeengt, dass sie sich ausschließlich auf flüchtige organische Verbindungen bezieht.

## Bedeutung, Ursachen und Minderung
Ursprünglich hatten Maßnahmen zur Luftreinhaltung die Minderung von massenhaft auftretenden Luftschadstoffen, wie z. B. Stickstoffoxide, Staub oder Schwefeldioxid, die über Schornsteine abgeleitet wurden, zum Ziel. Diffuse Emissionen waren in dieser Hinsicht nur von nachrangiger Bedeutung, da sie hauptsächlich Einfluss auf die lokale Immissionssituation hatten. Mit der Verbesserung der Abgasreinigungstechnik an geführten Quellen nahm die Bedeutung der diffusen Quellen dementsprechend zu.
Diffuse Emissionen können fest, flüssig oder gasförmig sein. Sie entstehen insbesondere durch Undichtigkeiten, Verdrängungsverluste und Diffusions- sowie Verdunstungsvorgänge. Weitere Ursachen sind unerwünschte chemische Reaktionen (z. B. in Deponien oder Abfallbehandlungsanlagen) oder tageszeitbedingte Schwankungen des atmosphärischen Luftdrucks, die Ursache der Tankatmung sind. Bei Tierhaltungsanlagen kann auch die Art des verabreichten Futters Einfluss auf deren Emissionen haben.
Emissionsbegrenzende Anforderungen an diffuse Emissionen werden im Gegensatz zu der sonst üblichen Vorgehensweise durch bauliche und betriebliche Maßnahmen festgelegt. Durch Einhausung ausgewählter Anlagenteile können diffuse Emissionen gemindert werden. Die Befestigung von Verkehrswegen ist üblicherweise eine Maßnahme zur Verringerung von diffusen Emissionen aufgrund von Staubaufwirbelungen. Diese lassen sich durch eine regelmäßige Reinigung der Verkehrswege weiter mindern.

## Messtechnische Erfassung
Diffuse Emissionen werden entweder direkt erfasst, indem beispielsweise an Hallenöffnungen Messapparaturen angebracht werden, oder sie werden mithilfe von Tracergasmessungen oder Ausbreitungsrechnungen mit Quelltermrückrechnung ermittelt.
Mit Immissionsmessungen in der Nähe von industriellen Anlagen können vor allem deren diffuse Emissionen erfasst werden.